# Haus Große Reichenstraße 37

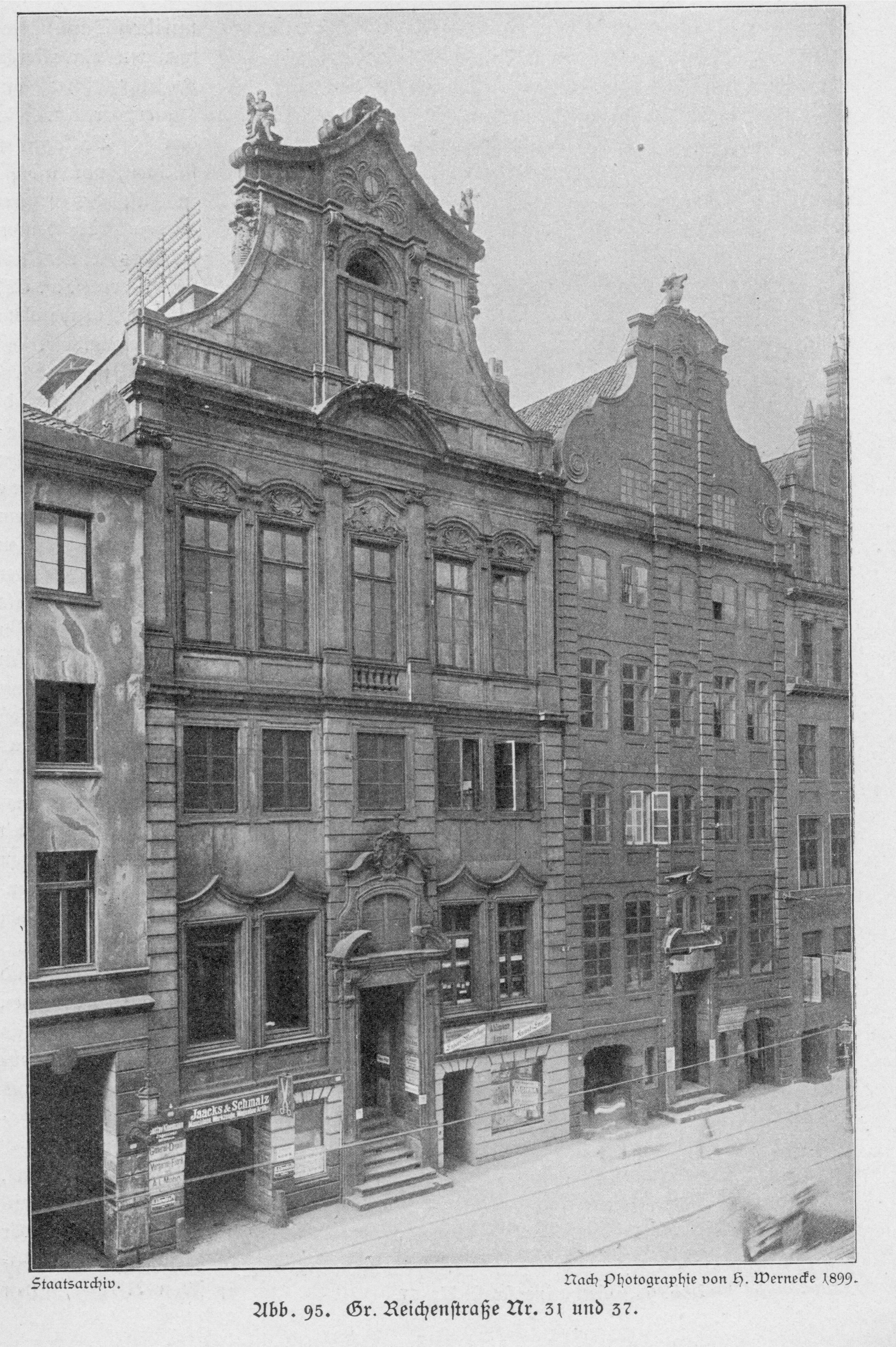
Die Häuser Große Reichenstraße Nr. 31 (links) und 37 (rechts). Aufnahme aus dem Jahr 1899.

Das Haus Große Reichenstraße 37 (auch Große Reichenstraße 35/37, 37/39 oder 35–39) war ein Wohn- und Geschäftsgebäude im Gebiet der Hamburger Altstadt, das zu den für die Mitte des 18. Jahrhunderts charakteristischen hamburgischen Bürgerhäusern gehörte. Das Kaufmannshaus wurde 1742 in der Großen Reichenstraße errichtet und 1908 unter Bergung und Lagerung der Fassade abgebrochen. An seiner Stelle befindet sich heute das Zürichhaus.
Die erhalten gebliebenen Fassadenteile gehören inzwischen zum Bestand des Museums für Hamburgische Geschichte. Gezeigt wird heute das Sandsteinportal, es befindet sich als Architekturfragment an einer Außenwand des in den ehemaligen Hamburger Wallanlagen gelegenen Museums. Eine dazugehörige Kartusche mit den Initialen einer früheren Eigentümerin ist in das ebenfalls erhaltene Portal des ehemaligen benachbarten Hauses Große Reichenstraße 49 (Abbruch 1890) eingebaut, das in der Nähe des Museums freistehend in den Wallanlagen aufgestellt ist.

## Fassade

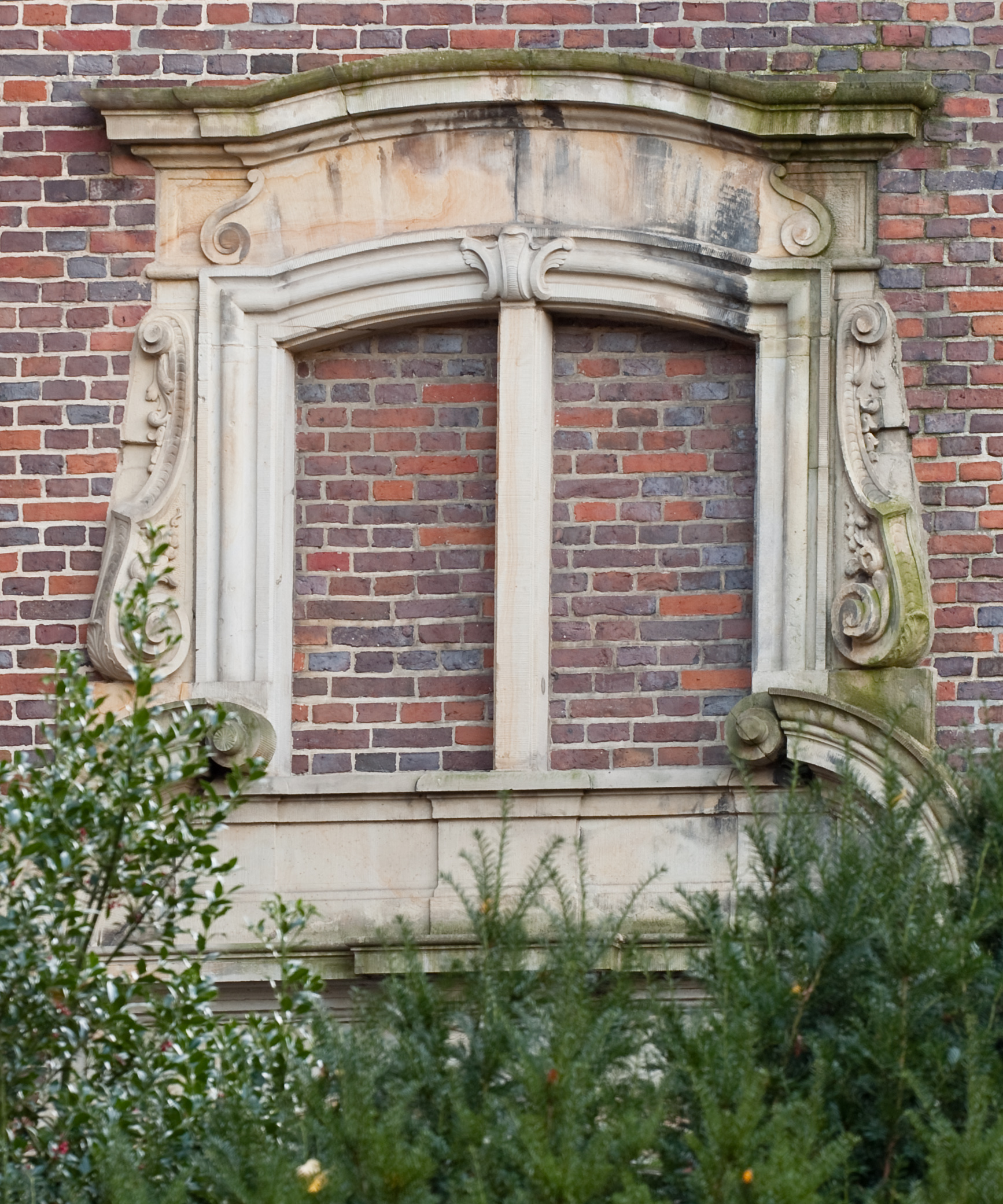
Blick auf das Oberlicht des Portals in der Nordfassade des Hamburg Museums (Vorsprung des Großen Hörsaals)

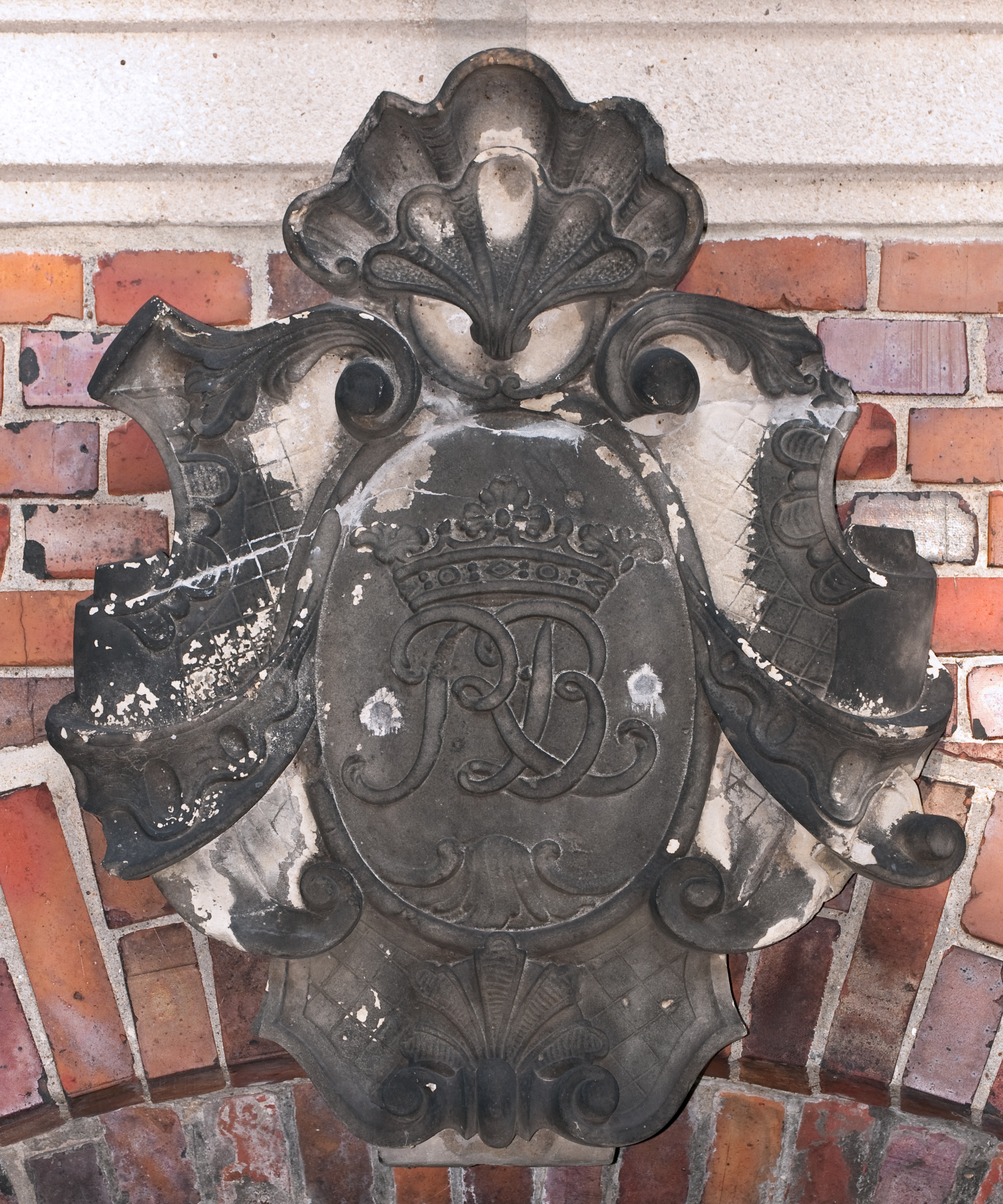
Zum Portal gehörende Kartusche mit den Initialen einer früheren Eigentümerin.

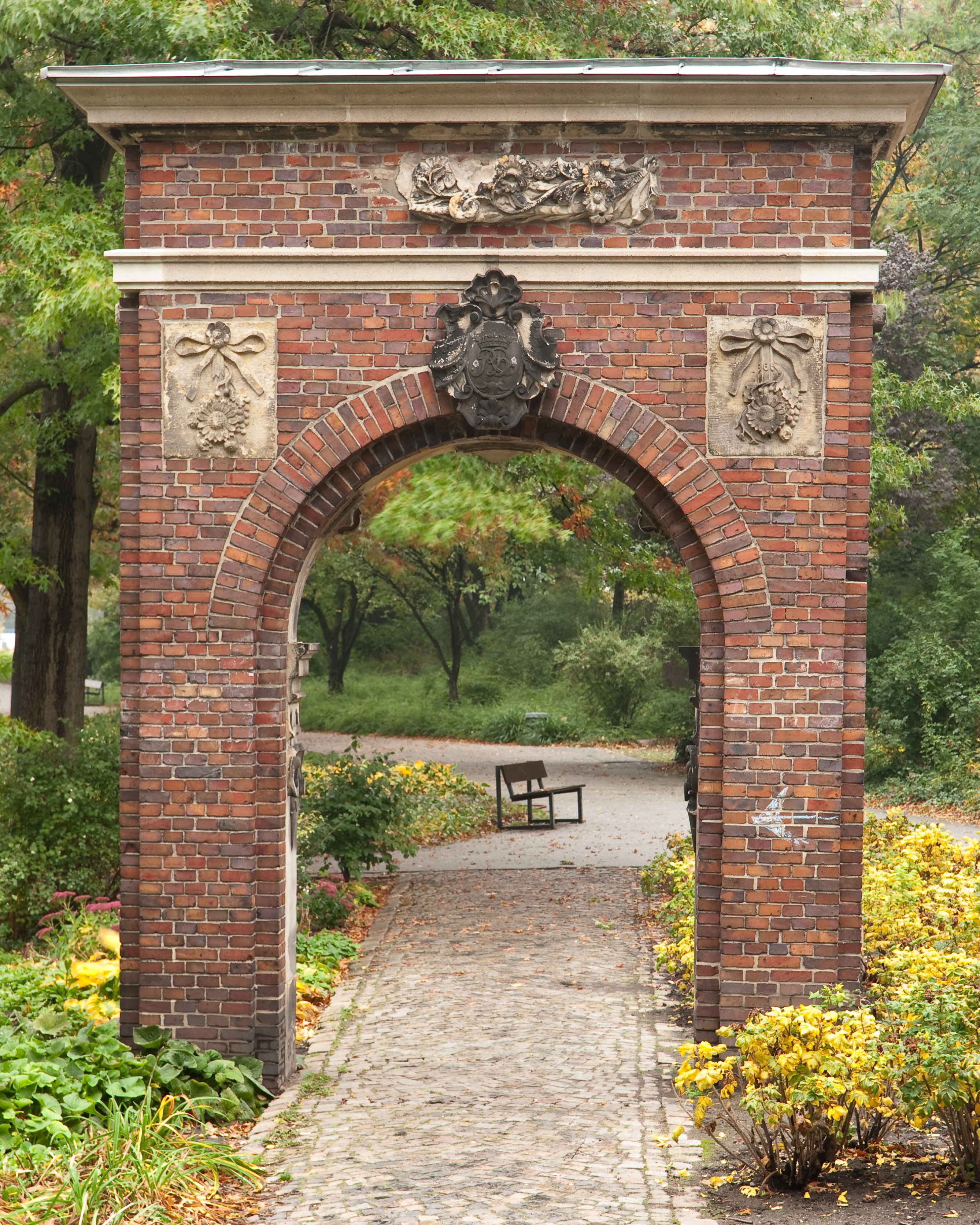
Rückseite des in den Hamburger Wallanlagen aufgestellten Portals eines benachbarten Hauses mit der zum Portal gehörenden Kartusche.

Die streng aufgebaute Fassade war im Rokoko-Stil gehalten. In Bezug auf seine Fassadengliederung und Erschließung stand das Haus deutlich mit seinem aus der Zeit nach 1713 stammenden, etwas prächtiger ausgestalteten Nachbargebäude Große Reichenstraße 29–33 in Beziehung, das offenbar als Vorbild diente: Beide Fassaden waren von einer streng als Mittelrisalit betonten Mittelachse geprägt und im Rhythmus 2-1-2 akzentuiert. Ebenso bestanden (später veränderte) seitliche Durchfahrten, die eine Höherlegung der Diele erforderten.
Das insgesamt knapp sieben Meter hohe Sandsteinportal stammt von dem Bildhauer Johann Andreas Schuldt. Es war so niedrig eingebaut, dass das dazugehörige Oberlicht nicht, wie sonst zu dieser Zeit üblich, zum Zwischengeschoss über der Diele, sondern zur Innentreppe gehörte. Damit bezieht es in charakteristischer Weise ein Fenster des Obergeschosses in die Architektur des Eingangs ein.
Anders als bei der Fassade des Nachbargebäudes variierte beim Haus Große Reichenstraße 37 der verwendete Sandstein jedoch, wie bei der damaligen Hamburger Bauweise üblich, kunstvoll mit Backsteinen. Die Fenster traten etwas von der Mauerfläche zurück, über ihnen befanden sich flache Ziegelbögen. Der großzügige Giebel war seitlich durch renaissanceartige Sandsteinschnecken abgeschlossen und von einer Steinvase bekrönt.
Das Haus erinnert ein wenig an das 1757–1759 von Nicolaus Dietrich Petersen errichtete Hauptpastorat am Jacobikirchhof.

## Grundriss
Das zur Straße weisende Vorderhaus und das dahinter befindliche schlanke Nebengebäude entsprachen dem Grundtyp des hamburgischen Bürgerhauses. Das Erd- und Dielengeschoss erhob sich über einem drei Meter hohen Sockelgeschoss. Die beiden breiten Durchfahrten neben dem Portal führten links in den Hof und rechts zu den Lagerräumen. Das Zwischengeschoss erstreckte sich über der Erdgeschossdiele über die ganze Haustiefe, so gab es zwei niedrige Dielen übereinander. Zu beiden Seiten der Eingangstreppe befanden sich Kontore und zum Hof ein großer, tiefer Raum. Beide Dielen lagen mit den Ebenen des am Innenhof liegenden Flügels des Nebengebäudes auf gleicher Höhe. Dahinter schloss sich der Speicher an, der auf den Gröningerstraßenfleet mündete, der vom Nikolaifleet abzweigte und heute unter der Willy-Brandt-Straße (ehemals Ost-West-Straße) verschwunden ist.

## Geschichte
Das Baujahr 1742 ist durch eine an der links vom Portal gelegenen Durchfahrt angebrachte Jahreszahl belegt. 1745 kaufte Anna Catharina Behrmann, geborene Rothenburger, das Haus. Sie brachte am Portal eine Kartusche mit den bekrönten Initialen „RB“ an. Das Haus wies eine „gewählte und aufwändige Innenausstattung“ auf.
Das Haus wurde im Dezember 1908 im Zuge der Altstadt-Sanierung abgerissen, obwohl es eines der am besten erhaltenen für die Mitte des 18. Jahrhunderts charakteristischen Hamburger Bürgerhäuser war. Dabei nahm die Baudeputation einen sachgemäßen Abbruch der gesamten Fassade vor. Durch eine Schenkung der letzten Eigentümer, der städtischen Elektrizitätswerke, gelangte das Portal im Jahr 1909 in die Sammlung des Museums für Hamburgische Geschichte. Auch der Rest der Fassade wurde erhalten, ist jedoch nicht ausgestellt.
Heute befindet sich an der Stelle des Hauses das nach der gleichnamigen Versicherung benannte und 1989 bis 1992 erbaute Zürichhaus, ein Bürogebäude mit einer Glas-Backstein-Fassade. Dessen Eingang liegt an der Domstraße; an der Großen Reichenstraße befindet sich die Einfahrt zur Tiefgarage. Das Nachbargebäude (Nr. 29–33) wich bereits 1900 dem heute noch bestehenden Afrikahaus (heute Nr. 27).